# Bulería

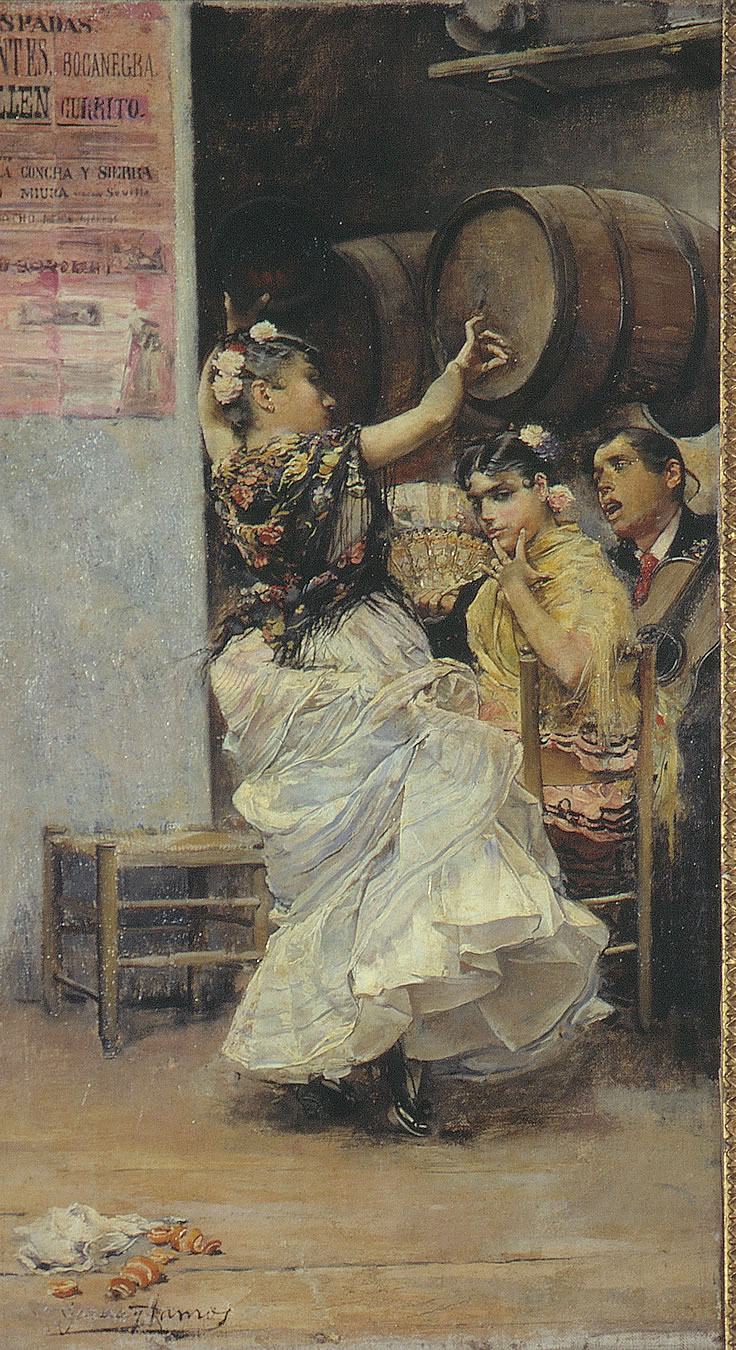
José García y Ramos: Baile por bulerías, 1884

Die Bulería (Plural Bulerías) ist ein sogenannter Palo, d. h. eine musikalische Form des Flamenco.

## Charakteristik
Die Bulería ist einer der populärsten und vielseitigsten Palos des Flamenco. Ihre Stimmung ist meist fröhlich ausgelassen; ihr markanter Rhythmus ist schnell. Somit gilt sie als ideale Musik- und Tanzbegleitung zu fröhlichen Festen. Eine Reihe von Sängerinnen und Sängern interpretieren jedoch auch Strophen von tiefer Ernsthaftigkeit im Stile der Bulerías. So beweist der international erfolgreiche Jerezaner Flamencosänger José Mercé mit seiner im Stil einer Bulerías pa' escuchar (einer Bulerías zum Zuhören) vorgetragenen Interpretation des Liedes Al Alba, einer der eindringlichsten Komposition des Liedermachers Luis Eduardo Aute, dass die Bulería nicht nur ein ausgelassener Cante festero ist, sondern sich auch als Medium thematisch anspruchsvoller Inhalte und dramatischer Interpretationen eignet.
Die Verwandtschaft der Bulería zu ernsteren Gesängen lässt sich auch in den Bulerías por Soleá erkennen, einer langsameren Variante der Bulerías mit tonalen und formalen Beziehungen zur Soleá, in der einige Autoren sogar den historischen Ursprung der Bulerías vermuten.
Neben lokalen Stilen, von denen insbesondere die Bulerías aus Jerez, Lebrija und Cádiz deutlich musikalische Unterschiede aufweisen, finden sich – neben den zur Weihnachtszeit insbesondere in Jerez gepflegten Bulerías navideñas und den in der Vergangenheit gelegentlich als Bulerías al golpe bezeichneten, etwas langsamer ausgeführten Varianten – insbesondere bei Aufnahmen des schlagerhaften Cuplé  por bulerías zahlreiche Fantasiebezeichnungen, wie Bulerías arrieras oder Bulerías del molinero, de la molinera, die zumindest als Beleg für die thematische Vielfalt und den genreübergreifende Charakter der Bulerías dienen können.

## Geschichte und Etymologie
Einer der frühesten Interpreten, der Sänger Loco Mateo, pflegte um 1870 seine Soleares mit Strophen in einem schnelleren Tempo zu beenden. In dieser auch gegenwärtig noch gepflegten Praxis erkennen einige Autoren den Ursprung der Bulerías, auch wenn musikalischen Zeugnisse, die explizit als „Bulerías“ bezeichnet werden, erst seit dem ersten Jahrzehnt des 20. Jahrhunderts nachweisbar sind.
Die Herkunft der Bezeichnung ist umstritten. Eine Vermutung lautet, dass sie sich aus dem spanischen Wort burla (Spöttelei, Hänselei) oder burlería (Täuschung) ableitet.
Während sich die Schreibweise „burlería“ bereits 1612 belegen lässt, findet sich die Schreibung ohne „r“, also „bulería“ erst in einem Sainete (El Churri del Ecijano) des Dichters J. M. Honor aus dem Jahr 1881.
Eine andere etymologische Erklärung, wonach sich die Bezeichnung von bul, einer Caló-Vokabel für Hintern, (aber auch für „Exkremente“) ableite, führen Ricardo Molina und Antonio Mairena an, verwerfen sie aber als wenig realistisch, während Hipólito Rossy die aus bul abgeleitete spanische Wortform bulo ‚falsche Nachricht, Schwindel‘ – neben bullir und bulla ‚Lärm‘ – unter Berufung auf Carlos Almendros durchaus als möglichen Wortursprung in Betracht zieht.

## Musikalische Merkmale

### Rhythmus
Die Bulerías gehören nach den im Flamenco üblichen Ordnungssystemen zur Kategorie (Palo) der zwölfzeitigen Metren. 
Innerhalb des Zwölfermetrums lassen sich durch unterschiedliche Akzentmuster Taktwechsel erzeugen, die in Kombination mit oftmals gleichzeitig ausgeführten Parallel- und Gegenrhythmen dazu führen, dass die Bulerías zu den rhythmisch komplexesten Flamencoformen gehören.
| Schläge   | 1 – 2 – 3   | 4 – 5 – 6         | 7 – 8      | 9 – 10     | 11 – 12 |
| Zählweise | un dos tres | cuatro cinco seis | siete ocho | nueve diez | un dos  |

Das Tempo ist mit ungefähr 180 bis 240 bpm wesentlich schneller, als z. B. das der metrisch verwandten Soleares.

### Tonalität
Im Gegensatz zu den Flamencoformen, die sich oftmals bereits anhand der verwendeten Tonarten unterscheiden lassen, sind die Bulerías primär durch Tempo und Rhythmus definiert, so dass sie in Tonalität und Form eine große Variationsbreite besitzen. So wie sich zum Beispiel die Bulerías de Jerez formal und tonal an die Soleares anlehnen und daher bevorzugt den im Flamenco weit verbreiteten phrygischen Modus verwenden, gibt es bei den Bulerías de Cádiz deutliche Beziehungen zu den Alegrías der Region, und somit zu Dur-Tonarten, während die oftmals unmittelbar dem Repertoire der Copla andaluza entlehnten Canciones por bulerías auch Strophen in Moll aufweisen können.

## Liedstrophen
Eine häufige Strophenform der Bulería ist die Tercerilla, die aus drei achtsilbigen Versen besteht. Gebräuchlich sind jedoch auch beliebige andere Versformen.